# Igyártó Mihály
Igyártó Mihály (Visk, 1761 – Máramarossziget, 1825. szeptember 24.) jogász, alispán. 
A viski református népiskola befejezése után Máramarosszigeten jogi végzettséget szerzett. Máramaros megye főjegyzője lett 1821-től, majd később alispánja.

## Munkája
Beszédei... Köszöntő és felelő beszédek, melyek mélt. Péchujfalusi Péchy János úr ... Máramaros vármegye fő kormányzói székébe helytartói képpen lett belépése alkalmatosságával Szigeten 10. jún. és a megelőzött napokon is külömbféle helyeken előfordultak 1821. eszt. Debreczen cz. gyűjteményes munkában, többek beszédével együtt.